# 韻律體操大獎賽
韻律體操大獎賽（英語：Rhythmic Gymnastics Grand Prix）是全球一年一度的艺术体操賽事。該賽事創辦于1994年，由時任国际体操联合会副主席汉斯·于尔根·扎卡里亚斯（Hans-Jürgen Zacharias）提出。首届韻律體操大獎賽系列赛於1994年在荷兰、乌克兰、法国、德国和奥地利举办，决赛在奧地利因斯布鲁克举行。